# Angelo Soliman

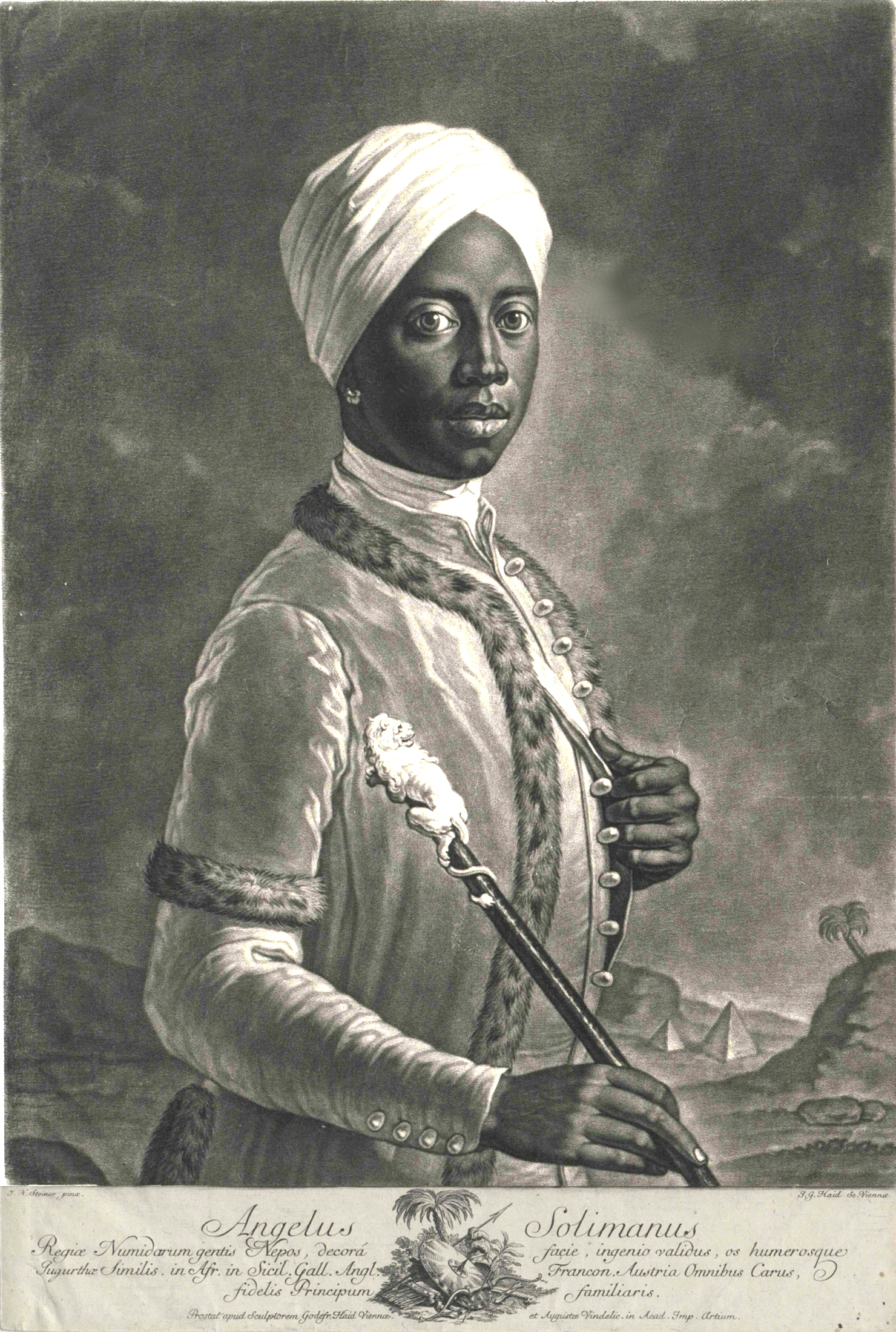
Angelo Soliman, um 1750

Angelo Soliman (* um 1721 in Afrika; † 21. November 1796 in Wien) war ein afroösterreichischer Kammerdiener und Freimaurer. Er erlangte im Wien des 18. Jahrhunderts zu Lebzeiten Berühmtheit.

## Leben
Über die Herkunft Angelo Solimans werden bei unklarer Quellenlage unterschiedliche Angaben gemacht, vom Volk der Kanuri im Nordosten des heutigen Nigeria bis zu Somalia. Wahrscheinlich fiel er als Kind in die Hände von Sklavenhändlern. Mit etwa zehn Jahren wurde er nach Messina gebracht, wo er für eine Marquise als Geschenk gekauft worden war. Sie sorgte für seine Erziehung. Aus Zuneigung zu einer Dienerin namens Angelina nahm er den Namen Angelo an. Den Nachnamen Soliman fügte man hinzu. An einem 11. September wurde er getauft. Diesen Tag feierte er später als seinen Geburtstag. Soliman sprach fließend Deutsch, Englisch, Latein, Tschechisch, Französisch und Italienisch. Zudem verfügte er über mathematisches Talent und war ein exzellenter Schachspieler. Nach mehrfacher Anfrage wurde er um 1734 an den Fürsten Johann Georg Christian von Lobkowitz vermittelt, damals Gouverneur von Sizilien, der ihn als Kammerdiener, Soldat und Reisebegleiter einsetzte. In einer Schlacht rettete Soliman ihm das Leben, was seine spätere soziale Stellung verständlich macht. Nach Lobkowitz’ Tod kam Soliman 1753 zu Fürst Wenzel von Liechtenstein und stieg dort zum Chef der Dienerschaft auf. Kaiser Josef II. schätzte Soliman als Gesellschafter, Franz Moritz Graf von Lacy war mit ihm befreundet.
Ohne Wissen des Fürsten heiratete Soliman am 6. Februar 1768 Magdalena (* ≈ 1734, † 18. September 1786), geborene von Kellermann, verwitwete Christiani im Stephansdom. Liechtenstein hatte Eheschließungen seiner Dienerschaft verboten, um spätere Versorgungslasten seines Hofes für die Hinterbliebenen zu vermeiden. Durch eine Indiskretion Josefs II. erfuhr er von der Heirat und entließ Soliman sofort.
Am 18. Dezember 1772 wurde Solimans Tochter Josephine in Wien († 1801 in Krakau) geboren. Sie heiratete 1797 den damaligen Militäringenieur Ernst Freiherr von Feuchtersleben. Ihr 1798 geborener Sohn Eduard von Feuchtersleben studierte später Bergbauwissenschaft und wurde Sudhüttenmeister in Bad Aussee. Er schrieb in jüngeren Jahren Reiseberichte im romantischen Geist.
Im Jahr 1773 stellte der neue Fürst, Franz Josef von Liechtenstein, Soliman erneut als Prinzenerzieher von Alois I. ein. Damit sollte die Entlassung Solimans durch seinen Vorgänger und Onkel wiedergutgemacht werden.
1781 wurde Soliman in die Freimaurerloge Zur wahren Eintracht in Wien aufgenommen. Soliman war mit dem Mineralogen, Schriftsteller und Freimaurer Ignaz von Born befreundet, der auf Solimans Empfehlung sich derselben Loge anschloss. Als von Born kurz darauf Meister vom Stuhl wurde, übernahm Soliman zunächst das Amt des Vorbereitenden Bruders, später das des Vize-Zeremonienmeisters. Aus diesem Kreis pflegte Soliman seit 1786 eine Freundschaft mit dem ungarischen Nationaldichter Ferenc Kazinczy (1759–1831).
Nachdem 1790 das Palais Liechtenstein in der Herrengasse umgebaut wurde, übersiedelte Soliman in seine letzte Wohnung auf der Freyung Nr. 165. Seine Frau Magdalena war 1786 gestorben und er erzog seine Tochter allein.

## Umgang mit Solimans Leiche
Nach seinem Tod durch einen Schlaganfall im Jahr 1796 fertigte der Bildhauer Franz Thaler eine Totenmaske von Solimans Kopf. Seine inneren Organe wurden bestattet, seine Haut wurde präpariert und bis 1806 im Kaiserlichen Naturalienkabinett als halbnackter Wilder mit Federn und Muschelkette ausgestellt. Ob Soliman zur „publikumswirksamen Überlassung seiner Haut“ durch Freunde veranlasst wurde und ob sein Wunsch, „dass man sich später an ihn erinnern würde“, eine Rolle für seine angebliche Entscheidung spielte, seine Haut zu spenden und zur Präparierung zu überlassen, ist stark umstritten (pro: Monika Firla, Victoria E. Moritz; contra: Walter Sauer, Erich Sommerauer, Iris Wigger, Katrin Klein). Seine Tochter Josephine von Feuchtersleben protestierte gegen die Ausstellung ihres toten Vaters als Kuriosität und bemühte sich vergeblich um die Rückgabe und christliche Bestattung der Leichenteile. Dieser Widerstand machte sie im 21. Jahrhundert zu einer Identifikationsfigur im Kampf gegen Rassismus.
Die Präsentation des präparierten Körpers wird unterschiedlich dargestellt: Einerseits wird behauptet, die präparierten Körperteile Solimans hätten, mit Lendenschurz, Federkrone und Muschelketten bekleidet, zusammen mit drei anderen ausgestopften Afrikanern vor einer Afrikakulisse gestanden, umgeben von exotischen Tierpräparaten. Andererseits wird behauptet, Solimans präparierter und als Wilder dargestellter Körper sei zwar in einem Glasschrank hinter einem Vorhang verwahrt, aber nicht ausgestellt worden, obwohl es die Ausstellung auch mit einem präparierten Afrikaner gegeben habe.

Der Historiker Philipp Blom vermutet, die Präparierung sei direkt auf Betreiben des Kaisers Franz II. (HRR) geschehen, da Soliman das ihm verhasste aufklärerische Wien verkörpert habe: 

„Die Ausstopfung hatte wohl schon eine Watschen-Wirkung gegenüber den aufgeklärten Kreisen, die ihn zu Lebzeiten mit offenen Armen empfingen. Dieser Akt, einen Menschen wieder zum Objekt zu machen, und zwar diesmal zu einem dezidiert rassistischen, kolonialistischen Akt, scheint schon verkörpert symbolisch zu sein. Das ist mehr als nur wissenschaftliche Neugier, und das macht diesen Akt auch so monströs. Das ist ja auch posthume Beleidigung.“

Über den Verbleib des Körpers, des Skeletts und Schädels nach der Präparierung der Haut ist nichts bekannt.
Während des Wiener Oktoberaufstandes 1848 verbrannte Solimans mumifizierte Körperhülle. Solimans Gipsbüste steht heute im Rollettmuseum in Baden bei Wien in der dortigen Dauerausstellung.

## Rezeption

### Belletristik
Die polnische Schriftstellerin Olga Tokarczuk fügt drei fiktive Briefe in ihr Werk Unrast (polnisch Bieguni, 2007) ein, in denen sie die Tochter Josephine von Feuchtersleben Kaiser Franz II. vergeblich um ein Begräbnis für die sterblichen Überreste ihres Vaters bitten lässt.

### Ehrungen
Im Jahr 2013 wurde in Wien-Landstraße (3. Bezirk) eine teilüberdachte Fuß-/Radpassage zum Donaukanal am nördlichen Ende der Löwengasse, der Angelo-Soliman-Weg, nach ihm benannt, nachdem der Antrag auf Umbenennung der Löwengasse abgelehnt worden war.

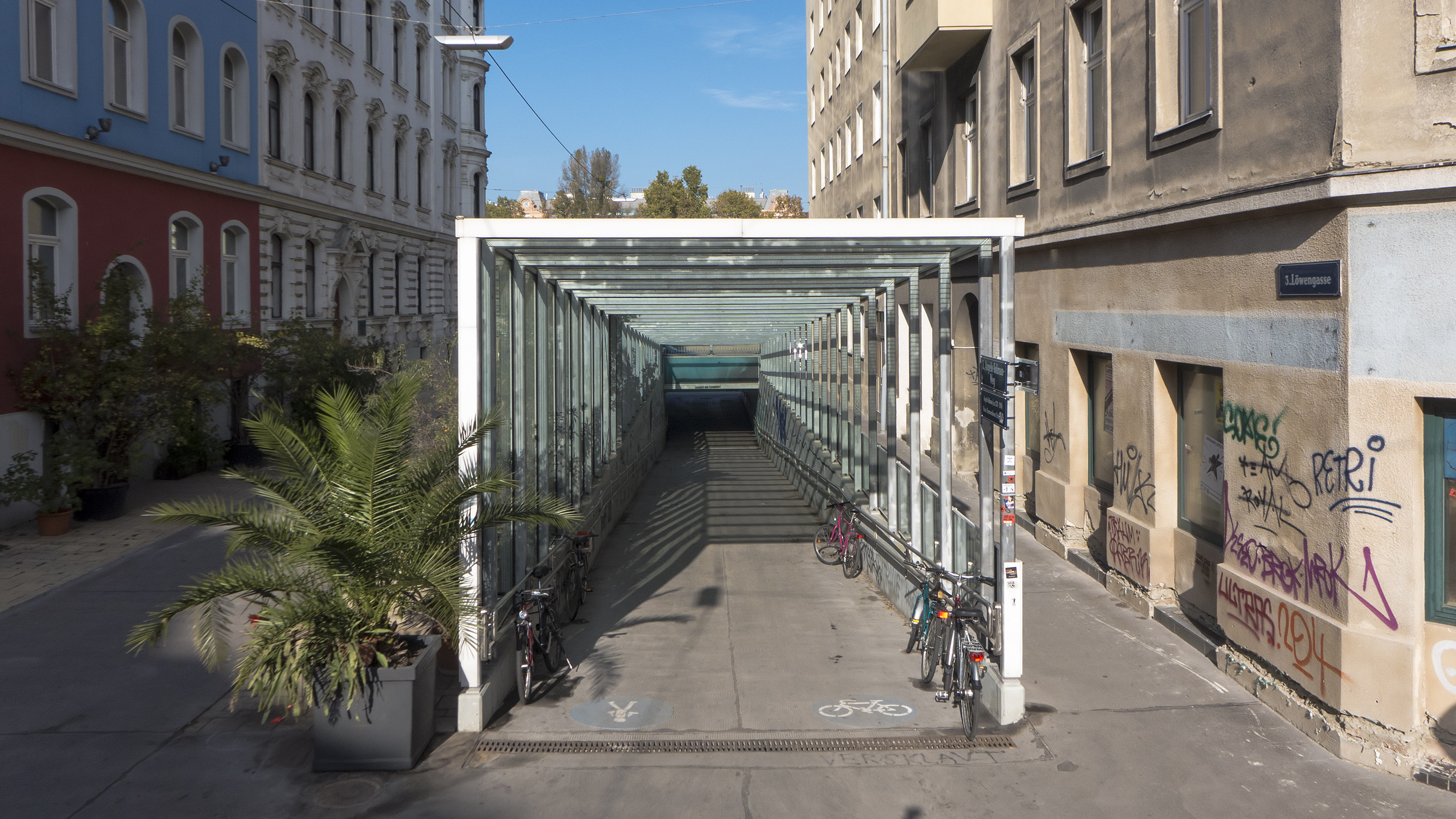
Angelo-Soliman-Weg in Wien

Soliman war 2006 auch Motiv einer personalisierten (d. h. das Motiv wurde privat von Freimaurern bezahlt) österreichischen 55-Cent-Briefmarke. Als Vorbild diente ein um 1750 angefertigter Kupferstich. Mit einem löwengekrönten Zepter in der Hand schaut er den Betrachter stolz an. „Das ist eine etwas fragwürdige, wenn nicht gar selbstironische Integration ins austriakische Erbe“, kommentierte der Kulturjournalist Paul Jandl.

### Film
- Markus Schleinzer, Alexander Brom: Angelo (Historienfilm). 2018.

### Theater
- Regie- und Autorenduo Dead Center: Katharsis[21]. 2023 Uraufführung am Wiener Burgtheater[22][23]

### Kunst
- Belinda Kazeem-Kamiński: In Remembrance to the Man Who Became Known as Angelo Soliman, (Ante Mortem) I & (Post Mortem) II, 2015 (zweiteilige Fotoarbeit).